# Рассел, Самуэль
Самуэль Рассел (англ. Samuel Russell; 4 ноября 1660 года, Хэдли, Колония Массачусетского залива — 24 июня 1731 года, Брэнфорд, Колония Коннектикут) — священник, один из основателей Йельского университета.

## Биография
Родился в 1660 году в семье священника Джона Рассела и Реббеки Рассел Ньюберри. В 1681 году окончил Гарвардский колледж. Принял сан священника ещё во время обучения в колледже. 12 сентября 1687 году был избран пастором церкви в Брэнфорде (Колония Коннектикут) и был им до своей смерти в 1731 году.

## Йельский университет

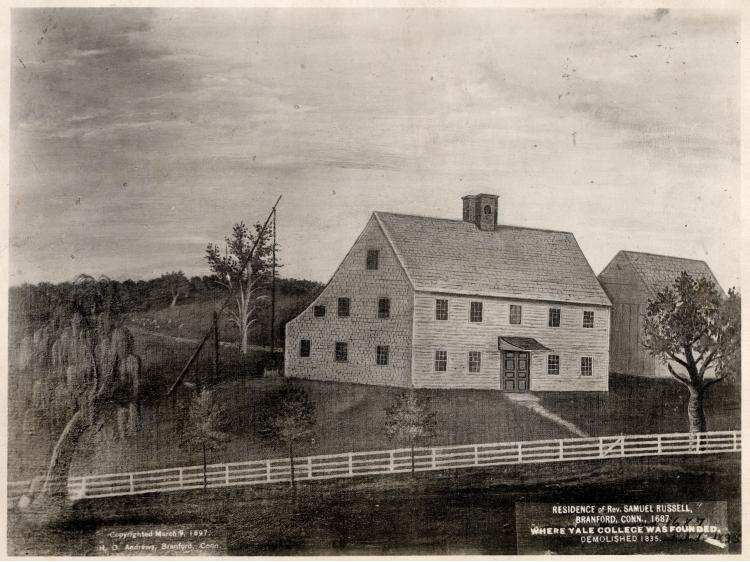
Дом священника Самуэля Рассела, где в 1700 году состоялась встреча 10 священников-основателей будущего Йельского университета

Именно в его доме в 1700 году собрались десять священников (все выпускники Гарвардского колледжа, разочаровавшиеся в образовании, полученном в колледже), чтобы обсудить создание нового колледжа, который будет способен избежать ошибок, допущенных Гарвардом. В 1701 году, получив хартию от колониальной Генеральной Ассамблеи (выданную с целью обучать поколения «образцовых мужей»), они официально начали работу над созданием Коллегиальной школы в Брэнфорде, так тогда был назван будущий Йельский университет. 

## Семья
Самуэль Рассел был женат на Абигейл Рассел (1666—1733), дочери священника Джона Уайтинга.
Дети: Джон Рассел (1687—1757), Абигейл Мосс (1690—1783), священник Самуэль Рассел (1693—1746), Тимоти Рассел (1695—1748), Даниэль Рассел (1698—1774), Джонатан Рассел (1700—1774), священник Эбенезер Рассел (1703—1731), Итиэль Рассел (1705—1772), Мэри Макниэл (1707—1748).